# Плютей шероховатенький
Плюте́й шерохова́тенький (Pluteus hispidulus) — гриб рода плютей. В системе рода плютей С. П. Вассера этот вид относится к секции Hispidoderma подрода Hispidocelluloderma, в системе Э. Веллинги к секции Villosi. Пищевого значения не имеет.
Синонимы
- Agaricus hispidus Batsch 1783 basionym
- Agaricus hispidulus Fr. 1818 (nom. nov. для Agaricus hispidus Batsch)
- Pluteus hispidulus f. typicus Kühn. 1956
- Pluteus hispidulus f. terrestris Kühn. 1956
- Pluteus exiguus var. cephalocystis Schreurs 1985
- Pluteus exiguus sensu Romagn. 1937 — омоним для Pluteus exiguus (Pat.) Sacc. 1887 — Плютей скудный
- Pluteus exiguus var. aberrans Romagn. 1937

## Описание
Плодовые тела мелкие.
Шляпка диаметром 0,5—2 сантиметра, тонкомясистая, полуокруглой, колокольчатой или выпуклой формы, позже раскрывается до плоско-выпуклой, может быть с небольшим углублением или слабо выступающим бугорком. Поверхность сероватая, в центре до тёмно-коричневой, густо покрыта прижатыми волосками или чешуйками серовато-серебристого цвета.
Пластинки свободные, широкие, частые, беловатые или розовато-серые, с возрастом становятся розовыми с беловатым краем, имеются пластиночки.
Ножка 1—3,5×0,1—0,3 см, цилиндрическая, центральная, плотная, в нижней части утолщённая. Поверхность беловатая или серебристо-белая, блестящая, гладкая, волокнистая, у основания голая или покрыта сероватыми волосками.
Мякоть беловатая, на срезе не изменяется, вкус и запах не выражены.
Остатки покрывал отсутствуют, споровый порошок розовый.
Споры гладкие, от широкоэллипсоидных до яйцевидных, 5—7×4,5—6 мкм.
Гифы без пряжек, тонкостенные, в кожице шляпки состоят из цилиндрических или булавовидных бесцветных и пигментированных клеток шириной 10—20 мкм; гифы покровов ножки бесцветные, клетки удлинённые, цилиндрические, шириной 5—10 мкм.
Базидии четырёхспоровые, иногда одно- или двухспоровые, размерами 20—35×7—11 мкм, булавовидные, тонкостенные.
Хейлоцистиды размерами 30—60×8—15 мкм, различной формы — цилиндрические, булавовидные, пузыревидные или бутылковидные, могут быть с апикулярным придатком, тонкостенные, бесцветные, многочисленные. Плевроцистиды отсутствуют или очень редкие, 30—40×12—15 мкм, веретеновидные, тонкостенные, бесцветные.

## Сходные виды
- Плютей скудный (Pluteus exiguus) отличается цветом и характером поверхности шляпки, а также микроскопическими признаками.

## Экология и распространение
Сапротроф на отмерших остатках древесины лиственных деревьев, преимущественно бука, реже клёна, ясеня или на почве, растёт в лиственных лесах. Встречается редко. Известен в Европе (кроме Балкан и Пиренейского полуострова), в Азии — в Китае, Вьетнаме, Японии и Приморском крае России, в Европейской части России обнаружен в Ростовской и Самарской областях.
Сезон: июль — октябрь.